# Escut de Dénia
L'escut de Dénia és un símbol representatiu oficial de Dénia, municipi del País Valencià, a la Marina Alta. Té el següent blasonament:
| « | Escut quadrilong de punta redona, mig partit i truncat. Al primer quarter, en camp d'or, una cotissa de sable. Al segon quarter, en camp d'or, cinc estrelles d'atzur de vuit puntes cadascuna. Al tercer quarter, en camp d'argent, castell del seu color maçonat i aclarit de sable, sobre ones d'argent i atzur. Per timbre, corona reial oberta. | » |

## Història
L'escut d'armes fou aprovat per Resolució de 21 de setembre de 2001, del conseller de Justícia i Administracions Públiques, publicada en el DOGV núm. 4.117, de 30 d'octubre de 2001.
S'hi representen les armes de Diego Gómez de Sandoval-Rojas, primer marquès de Dénia. A sota, el castell de la ciutat vora el mar, símbol immemorial dels escuts usats pel municipi.